# Timur Temeltaş
Timur Temeltaş (* 13. Januar 1992 in Frechen) ist ein türkisch-aserbaidschanischer Fußballspieler, der auch die deutsche Staatsangehörigkeit besitzt.

## Spielerkarriere

### Im Verein
Temeltaş kam als Sohn türkischstämmiger Eltern, die wiederum aus der türkischen Kleinstadt Babaeski stammen, in Frechen auf die Welt. Hier begann er mit vier Jahren in der Nachwuchsabteilung eines Ortssportvereins mit dem Vereinsfußball. Mit acht Jahren wechselte er in den Nachwuchs von Bayer 04 Leverkusen. Für diesen Klub spielte er bis ins Jahr 2007 und heuerte dann bei der B-Jugend von Alemannia Aachen an. Nachdem er auch die A-Jugend dieses Vereins durchlaufen hatte, wurde er zur Saison 2010/11 in den Kader der zweiten Mannschaft aufgenommen. Für die NRW-Liga-Mannschaft spielte Temeltaş eine Spielzeit und erhielt anschließend von seinem früheren Verein Bayer Leverkusen ein Angebot, die ihn für ihre zweite Mannschaft verpflichten wollten. Temeltaş sagte zu und wechselte somit zu Bayer 04 Leverkusen II. Hier verweilte er allerdings nur eine Spielzeit lang und zog anschließend zum 1. FC Kaiserslautern II weiter.
Im Sommer 2013 entschied sich Temeltaş dazu, seine Karriere in der Türkei fortzusetzen und wechselte deswegen zum Drittligisten Altınordu Izmir. Hier etablierte er sich schnell als Stammspieler und erreichte mit seinem Team zwei Spieltage vor Saisonende die Drittligameisterschaft. Dadurch kehrte Altınordu nach 24-jähriger Abstinenz wieder in die TFF 1. Lig, in die zweithöchste türkische Spielklasse, zurück.
Zur Saison 2016/17 wechselte er innerhalb der zweitklassige TFF 1. Lig zum Istanbuler Aufsteiger Ümraniyespor.
Zur Saison 2020/21 wechselte er vom Zweitligaverein Altay SK zum Drittligaverein Eyüpspor.

### Nationalmannschaft
Temeltaş begann seine Auswahlkarriere mit einem Einsatz 2008 in einem Länderspiel für die deutsche U-17-Nationalmannschaft.
Seitdem Berti Vogts als aserbaidschanische Nationaltrainer tätig ist, verfolgt der aserbaidschanische Fußballverband die Strategie, deutsch-türkische Fußballer für seine Nationalmannschaften zu nominieren. So wurde auch Temeltaş angeworben und gab mit einem Einsatz für die Aserbaidschanische U-21-Nationalmannschaft sein Debüt.

## Erfolge
Mit Altınordu Izmir
- Meister der TFF 2. Lig und Aufstieg in die TFF 1. Lig: 2013/14